# Hans Rosbaud

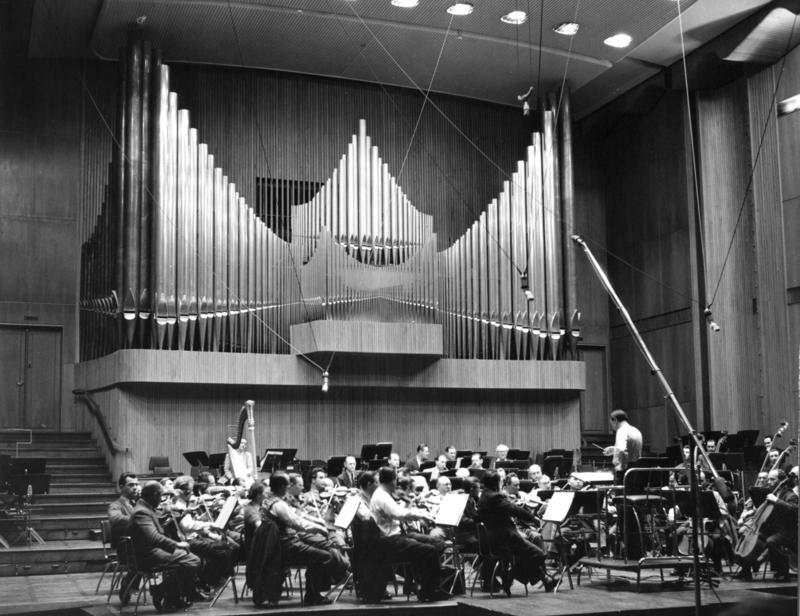
Hans Rosbaud dirigiert das Sinfonie-Orchester des WDR, 1954

Hans Rosbaud (* 22. Juli 1895 in Graz, Österreich-Ungarn; † 29. Dezember 1962 in Lugano, Schweiz) war ein österreichischer Dirigent, Komponist und Pianist.

## Leben
Hans Rosbaud stammte aus einer Musikerfamilie. Der Chemiker und Spion Paul Rosbaud war sein jüngerer Bruder. Seine Mutter, eine geschätzte Pianistin, erteilte ihm schon sehr früh Klavierunterricht. Später studierte er Komposition bei Bernhard Sekles und Klavier bei Alfred Hoehn an Dr. Hoch’s Konservatorium in Frankfurt am Main.
1920 berief man ihn als Direktor an die Städtische Musikschule nach Mainz, bis er im Herbst 1929 erster Kapellmeister des neu gegründeten Frankfurter Rundfunk-Symphonie-Orchesters wurde. 1937 erhielt er einen Ruf nach Münster, wo er insgesamt vier Jahre als Generalmusikdirektor wirkte. Trotzdem leitete er noch 1938 in Frankfurt Konzerte und nahm im Februar Leopold von Schenkendorffs Hymne Gott segne unsern Führer mit dem Chor und Orchester des Frankfurter Rundfunks auf.
Rosbaud stand 1944 in der Gottbegnadeten-Liste des Reichsministeriums für Volksaufklärung und Propaganda.
Im Anschluss an eine dreijährige Zeit an der Spitze der Straßburger Philharmoniker im besetzten Frankreich waren nach dem Krieg die Münchner Philharmoniker, das neugegründete Sinfonie-Orchester Baden-Baden und das Tonhalle-Orchester Zürich weitere Stationen des Dirigenten. Nach 1950 war Hans Rosbaud als Leiter des Sinfonieorchesters des Südwestfunks maßgeblich am Neubeginn der Donaueschinger Musiktage beteiligt. 1951, 1955, 1957, 1960 und 1962 wirkte er als Dirigent bei den Weltmusiktagen der Internationalen Gesellschaft für Neue Musik (ISCM World Music Days). Er machte sich 1954 um die konzertante und 1957 bei den Weltmusiktagen in Zürich um die szenische Uraufführung von Schönbergs Oper Moses und Aron verdient. 1955 brachte er, ebenfalls an den Weltmusiktagen der ISCM, Pierre Boulez’ Le marteau sans maître in Baden-Baden mit Solisten des SWF-Symphonieorchesters zur Uraufführung. 1960 wurde Rosbaud zum Ehrenmitglied der International Society for Contemporary Music ISCM gewählt.
Rosbaud war der erste große „Radio-Dirigent“. Er verstand es schon 1929 in Frankfurt, in politisch zunehmend schwierigen Zeiten, alle Chancen des neuen Mediums zu nutzen. Neben den ausgewiesenen hohen künstlerischen Qualitäten war er auch pädagogisch engagiert. So erklärte er den Radiohörern etwa die Instrumente und versuchte immer wieder, zeitgenössische Musik „sendefähig“ aufzubereiten. Uraufführungen von Hindemith, Krenek, Mieg, Penderecki, Strawinski, Veerhoff und Schönberg gehörten für ihn zu seiner Zeit ebenso zur täglichen Arbeit wie die Aufführung von Werken der Vergangenheit. Bemerkenswert war Rosbauds Zusammenarbeit mit Arnold Schönberg, aber ebenso seine Anpassungsfähigkeit an die neuen Umstände in der Zeit des Nationalsozialismus.

## Schallplattenaufnahmen
Obwohl Hans Rosbaud zeitlebens viele Rundfunkaufnahmen sowie auch einige kommerzielle Produktionen dirigierte, war sein Name nur selten auf Schallplatten (und dann später auf CDs) zu finden. Seine Aufnahmen entstammen fast alle der Mono-Ära und waren wegen ihrer oft kompromisslosen Strenge seinerzeit nur bei wenigen Kennern beliebt. Auch wurden Aufnahmen der jeweiligen Rundfunkorchester meist nur im jeweiligen Sendebereich gesendet und gelegentlich im Bereich der ARD ausgetauscht, aber auf Tonträgern erschienen nur wenige. Die Rundfunkanstalten produzierten noch lange ausschließlich in Mono und waren für die damals neuartige Stereophonie wegen der strengen Monokompatibilitäts-Vorgaben nicht zu interessieren.
Seit einigen Jahren werden diese Rundfunkproduktionen jedoch gut „remastered“ auf CD angeboten und haben für viel Erstaunen gesorgt. Nach dem Abebben der HiFi-Stereo-Manie ist man überrascht, wie gut manche Monoaufnahmen der 50er und 60er Jahre ausgesteuert wurden und wie klar sie klingen.
Rosbauds breit gefächertes Repertoires erstaunt, denn er galt – sehr zu seinem Missfallen – immer als Spezialist für moderne Musik. Besonders die Aufnahmen der Bruckner-Sinfonien haben die Musikwelt verblüfft. (Die 1. Sinfonie konnte er krankheitsbedingt nicht mehr aufnehmen.)
Seine Aufbauarbeit im eher beschaulichen Baden-Baden kann man mit der Leistung von George Szell im seinerzeit ebenfalls wenig bekannten Cleveland vergleichen.

## Trivia
Hans Rosbaud galt stets als verbindlicher, im Ton höflicher, aber sehr strenger Dirigent. Richard Boeck, Konrektor und langjähriger Leiter der Kapellmeisterklasse am Richard-Strauss-Konservatorium in München, war in der Ära Rosbaud ebenfalls im Elsass (Straßburg, Colmar und Mühlhausen) als Dirigent tätig. Gelegentlich erzählte er den Studenten eine kleine Anekdote: „Nach der Pause, während einer Orchesterprobe, konnte der Flötist keinen Ton mehr aus der Flöte herausbringen. Seine Kollegen hatten ihm eine Papierkugel in das Kopfstück getan. Er bemerkte dann endlich – nach einiger Verzweiflung – den Schabernack seiner Kollegen. ‚Da hat sogar der gestrenge Herr Rosbaud gelächelt.‘“ Auch war Rosbaud so feinfühlig, mit denjenigen Musikern des Straßburger Orchesters, die Franzosen waren und kein Deutsch sprachen, in den Proben französisch zu reden. (Neben seiner Muttersprache Deutsch sprach er Französisch, Italienisch, Englisch und Russisch. Auch beherrschte er Altgriechisch und Latein.)

## Nachlass
Der Nachlass von Hans Rosbaud findet sich in der Washington State University in Pullman.

## Werke
- Klaviertrio (Novelletten)
- Konzertstück für Basstuba und Orchester (1936)
- Konzertstück für Violine und Orchester (1918)
- Ouvertüre zu Grillparzers Des Meeres und der Liebe Wellen (1916)
- Sechs Lieder für Gesang und Klavier
  - Dämmernd liegt der Sommerabend
  - Mein Liebchen, wir fuhren zusammen
  - Meiner schlafenden Zuleima
  - Litt einst ein Fähnlein (Kleine Geschichte)
  - Einladung zum Schlaf
  - Heil dir, du treue Magd
- Serenade für Streichtrio
- Thema mit Variationen für Holzbläser-Quintett